# Chris Guthrie
Chris Guthrie (Hexham, 7 september 1953) is een Engels voormalig betaald voetballer. Na de hoogste drie divisies in eigen land te hebben doorkruist, speelde hij in Nederland voor achtereenvolgens Willem II, Roda JC en Helmond Sport.

## Overzicht clubcarrière
| Seizoen  | Club                | Competitie      | Wedstrijden | Doelpunten   |
| -------- | ------------------- | --------------- | ----------- | ------------ |
| 1970-'73 | Newcastle United FC | First Division  | 3           | 0            |
| 1972-'75 | Southend United FC  | Third Division  | 108         | 35           |
| 1975-'76 | Sheffield United FC | First Division  | 60          | 15 (*'75-77) |
| 1976-'77 | Sheffield United FC | Second Division | *           | *            |
| 1977-'79 | Swindon Town FC     | Third Division  | 45          | 12           |
| 1978-'80 | Fulham FC           | Second Division | 50          | 15           |
| 1979-'80 | Millwall FC         | Third Division  | 7           | 1            |
| 1980-'82 | Witney Town FC      | -               | -           | -            |
| 1982-'83 | Willem II           | Eredivisie      | 9           | 3            |
| 1983-'85 | Roda JC             | Eredivisie      | 32          | 9            |
| 1985-'86 | Helmond Sport       | Eerste divisie  | ?           | ?            |